# Dobravica, Radovljica
Dobravica este o localitate din comuna Radovljica, Slovenia, cu o populație de 21 de locuitori.